# 그레이트풀 데드
그레이트풀 데드(영어: Grateful Dead)는 1965년 결성된 미국의 록 밴드이다. 그레이트풀 데드는 '죽은 자들의 영혼, 또는 매장을 준비하는 사람들에게 자비로서 감사를 표현하는 천사'라는 의미로, 제리 가르시아가 사전을 보고 정한 이름이라고 한다.
1994년 로큰롤 명예의 전당에 헌액되었다.
2015년 여름에 재결성 공연을 3회 진행한다고 밝혔다.

## 음반
- The Grateful Dead (1967년)
- Anthem of the Sun (1968년)
- Aoxomoxoa (1969년)
- Live/Dead (1969년)
- Workingman's Dead (1970년)
- American Beauty (1970년)
- Grateful Dead (1971년)
- Europe '72 (1972년)
- History of the Grateful Dead, Volume One (Bear's Choice) (1973년)
- Wake of the Flood (1973년)
- From the Mars Hotel (1974년)
- Blues for Allah (1975년)
- Steal Your Face (1976년)
- Terrapin Station (1977년)
- Shakedown Street (1978년)
- Go to Heaven (1980년)
- Reckoning (1981년)
- Dead Set (1981년)
- In the Dark (1987년)
- Dylan & the Dead (1989년)
- Built to Last (1989년)
- Without a Net (1990년)

## 같이 보기
- 인터넷 아카이브